# René Touraine
Pour les articles homonymes, voir Touraine.
René Touraine, né le 22 janvier 1928 et mort le 28 juillet 1988, est un dermatologue connu pour être l’un des pionniers de la recherche clinique et thérapeutique en dermatologie en France. 

## Carrière
René Touraine est externe des hôpitaux de Paris en 1947 et obtient son internat en médecine en 1951. Il accomplit ses fonctions d’interne dans les services des professeurs Derot, Bariety, Degos, Duperrat, Lamy, Bensançon et Coste. Entre 1956 et 1958, il est chef de clinique médicale des professeurs Bariéty et Besançon. En 1958, il devient collaborateur du professeur Degos en tant que chef de clinique. En 1959 il est nommé assistant des hôpitaux. Il est responsable de la salle Lorry, qui est la partie de l’hôpital Saint-Louis regroupant les malades hommes du service de dermatologie. En 1961, il est nommé médecin des Hôpitaux. Entre 1963 et 1970, il est professeur agrégé de dermatologie. En 1971, René Touraine est nommé professeur sans chaire et devient professeur titulaire à titre personnel en 1973. En 1985, il a été nommé coordonnateur du DES et du DIS de dermatologie de la région Île-de-France. 
Cette réussite professionnelle est accomplie malgré une cardiopathie valvulaire sévère particulièrement fatigante. En 1966, René Touraine est opéré avec succès à la Mayo Clinic, aux Etats-Unis, avec un remplacement de trois valves cardiaques (deuxième cas mondial) et peut reprendre toutes ses activités. 
En 1970, il quitte ensuite l’hôpital Saint-Louis pour l’hôpital Henri-Mondor, à Créteil, où il fonde et dirige un nouveau service de dermatologie. Il pourra alors y concrétiser ses projets de développement de la recherche clinique et thérapeutique en dermatologie. 
Il crée un Centre d’accueil des dermatoses graves.
En 1976, avec l’aide de Louis Dubertret, il crée un laboratoire de recherche dermatologique qui devient Unité INSERM en 1987.
En 1988, il décède des suites d’une cardiopathie valvulaire.
Après le décès de René Touraine et de retour à l’hôpital Saint Louis, Louis Dubertret continuera le travail entrepris ensemble en créant notamment une fondation d’utilité publique en 1991, la Fondation René Touraine pour la recherche en dermatologie, en hommage à René Touraine.

## Apports scientifiques
De par son intérêt pour une dermatologie non uniquement descriptive, René Touraine a fait de son service au CHU Henri Mondor le service de référence sur les manifestations cutanées des maladies systémiques.
Il a créé une unité de soins intensifs, une unité de réanimation unique en France pour traiter les manifestations cutanées graves des intolérances aux médicaments (syndrome Lyell, syndrome de Stevens-Johnson, DRESS). Ce centre, toujours situé à l’hôpital Henri-Mondor, porte maintenant son nom. 
Enfin, particulièrement soucieux d’une médecine centrée sur le patients, René Touraine s’est passionné pour la thérapeutique et a été, avec Louis Dubertret, l’un des premiers à mieux évaluer l’efficacité du méthotrexate, de la PUVA-thérapie, des rétinoïdes et de la cyclosporine.
Dans le domaine de l’organisation des soins, il a été l’un des premiers à mettre en place des structures améliorant la qualité de l’accueil et des soins : développement des hôpitaux de jour, organisation de consultations thématisées.

## Famille
Albert Touraine(1883-1961), le père de René Touraine, obtint son doctorat en médecine en 1912. Sa thèse portait sur les réactions d’agglutination chez les sujets atteints de la syphilis, maladie qui sera également étudiée par son fils René. 
Pendant la Première Guerre Mondiale, Albert Touraine est chef de service en dermatologie et vénérologie à Besançon. Après l’armistice, il exerce à l’hôpital de la Charité à Paris, puis à l’hôpital Broca avant d’obtenir en 1932 un poste de direction à l’hôpital Saint-Louis. 
Sa renommée et ses très nombreuses publications lui permettent d’être élu président de la Société Française de Dermatologie (SFD) de 1940 à 1942. En 1960, il est aussi élu vice-président de l’Académie nationale de médecine.
Alain Touraine, né en 1925, est le frère ainé de René. Sociologue français, il s’intéresse notamment aux ressorts de l’action collective et aux nouveaux mouvements sociaux. Sa fille, Marisol Touraine, nièce de René Touraine, est ministre des Affaires sociales et de la Santé de 2012 à 2017.
René Touraine était marié et père de deux enfants, Jean-Michel (né en 1953) et Agnès (née en 1955)

## Engagements
En 1977-1978, René Touraine est nommé Président de la Société Française de Dermatologie et de Syphiligraphie. Il a ensuite été Président d’honneur et membre du Comité de direction. 
Il a été membre d’honneur de l’American Dermatological Association.